# Llinda de Can Baldiri
La Llinda de Can Baldiri és una obra de Garrigàs (Alt Empordà) inclosa a l'Inventari del Patrimoni Arquitectònic de Catalunya.

## Descripció
Llinda que es troba a la casa Can Baldiri, situada al centre del poble. Aquesta casa ha estat restaurada totalment, però ha mantingut la llinda. Aquesta llinda és de grans dimensions, uns dos metres de llarg per mig metre d'ample. Té tres inscripcions, però la part dentral de la llinda no és massa visible, per tant és difícil saber què diuen les inscripcions. A la part superior trobem dos motius florals, un a cada costat, amb una creu al centre i la inscripció que és il·legible. La part central de la llinda és la que podem llegir: AVE MARIA SIN PECADO CONCEBIDA. Finalment a la part baixa trobem una altra inscripció on es pot llegir el nom JOSEPH, i probablement explica la persona que va construir la casa, però això no es pot veure.